# Enåkers landskommun
Enåkers landskommun var en tidigare kommun i Västmanlands län.

## Administrativ historik
Kommunen inrättades i Enåkers socken i Simtuna härad i Uppland när 1862 års kommunalförordningar trädde i kraft den 1 januari 1863.
Vid den landsomfattande kommunreformen 1952 gick den upp i Västerlövsta landskommun.
Sedan 1971 tillhör området Heby kommun.

## Politik

### Mandatfördelning i Enåkers landskommun 1938-1946
| 1 | 3 | 2 | 3 | 5 | 2 | 4 |

| 20 |

| 4 | 11 | 5 |

| 20 |

| 7 | 7 | 6 |

| 20 |